# Anomalie (Lied)
Anomalie ist ein Lied der deutschen Singer-Songwriterin Madeline Juno aus dem Jahr 2025. Das Stück ist die zweite Singleauskopplung aus ihrem siebten Studioalbum Anomalie, Pt. 1.

## Entstehung und Artwork
Das Lied wurde von der Interpretin selbst, zusammen mit den Koautoren Joschka Bender, Wieland Stahnecker (Blinker) und Tom Ulrichs (Tom Thaler), geschrieben. Bender zeichnete zudem auch für die Produktion verantwortlich. Bender war darüber hinaus alleine auch für die Abmischung zuständig. Alle drei Koautoren arbeiteten bereits in der Vergangenheit mit Juno zusammen. Während der Berliner Musiker Bender bereits seit Beginn von Junos Karriere festes Mitglied ihrer Liveband ist und an diversen Produktionen, in verschiedenen Funktionen, beteiligt gewesen war, arbeitet der Koblenzer Musiker Blinker seit ihrem fünften Studioalbum Besser kann ich es nicht erklären (Januar 2022) regelmäßig mit ihr zusammen, wie auch Bender, als Autor, Studiomusiker sowie festes Mitglied ihrer Liveband. Tom Thaler startete die Zusammenarbeit mit Juno mit den Arbeiten an ihrem vorangegangenen Studioalbum Nur zu Besuch (Januar 2024), wobei er als Koautor des Titels Lawine agierte. Das Mastering erfolgte durch HP Mastering Hamburg, unter der Leitung von Studiobetreiber Hans-Philipp Graf.
Auf dem Frontcover der Single ist – neben Interpretenangabe und Liedtitel – Juno zu sehen. Es zeigt lediglich ihr Gesicht, mit Blick zur Kamera, während sie sich nach vorne beugt. Die Fotografie wurde vom Berliner Fotografen Jakob Marwein geschossen. Das gleiche Coverbild fand auch Verwendung bei der Nachfolge-Single Hab ich dir je gesagt…

## Veröffentlichung und Promotion
Die Erstveröffentlichung von Anomalie erfolgte als Single am 14. Februar 2025 bei Embassy of Music. Diese erschien als digitaler Einzeltrack zum Download und Streaming. Der Vertrieb erfolgte durch Tonpool; verlegt wurde das Lied durch Budde Music Publishing, Edition Forest Fire, Edition Indiekator sowie Universal Music Publishing. Am 13. Juni 2025 erschien das Lied als Teil von Junos siebten Studioalbum Anomalie, Pt. 1 (Katalognummer: 770994), dessen zweite Singleauskopplung es ist.
Erstmals angekündigt wurde die Singleveröffentlichung zu Anomalie von Juno über ihre sozialen Medien am 9. Februar 2025, in dem sie einen Teaser, mit dem Kommentar „I got you, bereit für Freitag?“ präsentierte. Zwei Tage später bestätigte Juno, dass das kommende Doppelalbum den gleichen Titel tragen werde.

## Hintergrund
Das Lied wurde ursprünglich für Junos vorangegangenes Album Nur zu Besuch geschrieben. Sie selbst sagte dazu: „Mein Lieblingsüberbleibsel von Nur zu Besuch – manche würden vielleicht sagen: Anomalie, der verschollene Song des Vorgänger-Albums, der es nicht auf’s Album geschafft hat. Aber für mich und das Team war der Song einfach zu special und zu magisch, um auf einem thematisch und musikalisch doch so anderen Album wie Nur zu Besuch stattzufinden.“
Obwohl es das Lied nicht aufs Album schaffte, war es trotzdem schon Teil von ihrer Tour zu Besuch (April 2024), einer Tournee zum Präsentationsalbum Nur zu Besuch, mit 13 Konzerten in Deutschland. Nach einigen „Listening-Sessions“ mit ihrem Team habe sich immer mehr herauskristallisiert, dass Anomalie für etwas Größeres, eine neue Phase bestimmt sei. „Statt auf Nur zu Besuch zu landen, hat Anomalie ein riesiges Doppelalbum losgetreten. Unter dem Deckmantel dieses Titels haben wir uns einfach komplett ausgetobt“, so Juno selbst.

## Inhalt
| „Anomalie. Vielleicht nicht glücklich grade, aber so gut wie. Hab’ taube Lippen von dem Höhenunterschied. Ich war noch nie so im Ausnahmezustand. Fühlt sich gut an. Anomalie. Ich bin am lächeln, doch ich weiß nicht, ob man’s sieht. Riskier’ in einer Nacht paar Jahre Therapie. Ich war noch nie so im Ausnahmezustand. Fühlt sich gut an.“ – Refrain, Originalauszug | Der Liedtext zu Anomalie ist in deutscher Sprache verfasst und stammt von der Interpretin selbst sowie Joschka Bender, Blinker und Tom Thaler. Alle Texter waren zugleich für die Komposition zuständig und komponierten die Musik in as-Moll mit 138 Schlägen pro Minute. Musikalisch bewegt sich das Lied im Bereich Popmusik. Inhaltlich bezieht sich das Lied auf die anomalische Verhaltensweise der Regelwidrigkeit und beschreibt einen Moment der Lebendigkeit („Ich war noch nie so im Ausnahmezustand“), des Übermuts („Riskier’ in einer Nacht paar Jahre Therapie“) und der Unbeschwertheit („Ich bin am lächeln, doch ich weiß nicht, ob man’s sieht“), in dem alles möglich und so anders als im “echten Leben” sei. Juno selbst erklärt es mit den Worten: „Da steckt diese eine beste Nacht eines jeden Jahres drin, in der man komplett frei dreht und vergisst, wer man ist, was war und was sein wird.“ Aufgebaut ist das Lied auf einem Intro, zwei Strophen und einem Refrain. Es beginnt mit dem fünfzeiligen Intro, dass sich aus Teilen des Refrains zusammensetzt. An dieses schließt sich die erste Strophe an, die als Vierzeiler verfasst wurde. Auf die erste Strophe folgt zunächst der sogenannte Prechorus, der sich ebenfalls aus vier Zeilen zusammensetzt, ehe der eigentliche Refrain einsetzt. Der Hauptteil des Refrains umfasst zehn Zeilen und setzt sich dabei aus zwei Fünfzeilern zusammen, die sich weitgehendst ähneln, lediglich zwei der fünf Zeilen wurden abgeändert. Der gleiche Aufbau wiederholt sich mit der zweiten Strophe, wobei das Lied mit dem zweiten Refrain auch endet. |

## Musikvideo
Das Musikvideo zu Anomalie wurde in Berlin gedreht und feierte seine Premiere am 14. Februar 2025 auf der Videoplattform YouTube. Es zeigt fast durchgängig Juno in der direkten Frontalansicht, die nachts in Berlin unterwegs ist. Man sieht sie dabei unter anderem durch die Straßen Berlins wandern, in einem Einkaufsmarkt oder dem ICC-Tunnel. Die Gesamtlänge des Videos beträgt 2:31 Minuten. Regie führte der Berliner Filmemacher Jakob Marwein, der bereits bei den letzten beiden Musikvideos zu Reservetank und Butterfly Effect (beide Januar 2025) Regie führte.

## Mitwirkende
| Liedproduktion - Joschka Bender: Abmischung, Komposition, Liedtext, Musikproduktion - Hans-Philipp Graf: Mastering - Madeline Juno: Gesang, Komposition, Liedtext - Wieland Stahnecker (Blinker): Komposition, Liedtext - Tom Ulrichs (Tom Thaler): Komposition, Liedtext Musikvideo - Bearry: Kreativdirektion - Stefanie Ganschow: Filmproduktion, Styling - Jakob Marwein: Kamera, Regie - Anne-Marie Wittchen: Haare, Schminke | Visualisierung (Cover) - Jakob Marwein: Fotografie Unternehmen - Budde Music Publishing: Musikverlag - Edition Forest Fire: Musikverlag - Edition Indiekator: Musikverlag - Embassy of Music: Musiklabel - HP Mastering Hamburg: Tonstudio - Tonpool: Vertrieb - Universal Music Publishing: Musikverlag |

## Rezensionen
Ein Rezensent vom Cityguide Rhein-Neckar beschrieb Anomalie als „sehr Maddie, aber irgendwie auch sehr anders“. Das Lied lade zum Tanzen ein, bringe eine neue Angstfreiheit und Leichtigkeit mit sich. Es beschreibe einen Moment der Lebendigkeit, des Übermuts und der Unbeschwertheit, in dem alles möglich und so anders als im “echten Leben” sei, aber auch alles, auf positive Weise. Eine Anomalie eben.